# Jupiter's Moon
Jupiter's Moon (Jupiter holdja en hongarès) és una pel·lícula hongaresa de 2017 dirigida per Kornél Mundruczó. Va competir per la Palma d'Or al Festival de Cinema de Canes de 2017 i va guanyar el Premi a la millor pel·lícula al Festival Internacional de Cinema Fantàstic de Catalunya el mateix any. Es tracta d'un film dramàtic amb tocs de fantasia, que tracta de la crisi dels refugiats a Europa.

## Repartiment
- Merab Ninidze - Gabor Stern
- György Cserhalmi - László
- Mónika Balsai - Vera
- Zsombor Jéger - Aryan Dashni
- Péter Haumann
- Tamás Szabó Kimmel